# Will James
Pour les articles homonymes, voir James et Will James (homonymie).
Will James, de son vrai nom Ernest Nephtali Dufault, (6 juin 1892 à Saint-Nazaire-d'Acton, Québec - 3 septembre 1942) s'est surtout fait connaître comme écrivain et artiste illustrateur aux États-Unis.

## Biographie
Il passe sa jeunesse dans son village natal, commençant à dessiner dès l'âge de quatre ans sur le plancher de la cuisine familiale. À l'âge de neuf ans, il suit sa famille à Montréal, où son père achète un hôtel. Fasciné par l'Ouest américain, il part en 1907 pour la Saskatchewan, où il travaille dans des ranches. En 1911, impliqué dans une bagarre à Calgary, il s'enfuit aux États-Unis, où il travaille comme cow-boy du Montana au Nouveau-Mexique. En 1914, il est arrêté pour vol de bétail au Nevada et passe quinze mois dans le pénitencier de Carson City.
Il est ensuite cascadeur dans des films à Hollywood, sert dans l'armée américaine, étudie le dessin à San Francisco et fréquente Charles Russell, célèbre artiste du Old West. En 1920, il épouse Miss Nevada, Alice Conradt, sans rien lui dire de sa réelle identité.
En 1922, il vend son premier récit intitulé Bucking Horse Riders. En 1926, il publie son plus grand succès, Smoky, qui lui vaut la médaille Newbery pour le livre jeunesse en 1927 et qui sera porté à l'écran en 1933. Il écrit son autobiographie romancée, Lone Cowboy en 1930 (portée à l'écran en 1934) pour authentifier la vie inventée qu'il s'est fabriquée. Il publie son dernier livre, The American Cowboy en 1942. En tout, il écrit et illustre 24 livres.
Il passe ses dernières années à son ranch de Pryor Creek et à sa maison de Billings, dans le Montana.
Son abus de l'alcool écourte sa vie et il meurt en 1942, à l'âge de 50 ans.

## Œuvres
L'autobiographie de Will James a été partiellement traduite en français et publiée aux Éditions du Boréal, en 1989, sous le titre L'Enfance d'un cow-boy solitaire, avec une préface de Jacques Godbout

.

## Hommages
L'écrivain et cinéaste québécois Jacques Godbout a réalisé en 1988 un long métrage documentaire sous le titre Alias Will James qui relate sa vie sous l'angle du mythe américain.

## Vie personnelle
L'auteur-compositeur Nelson Minville a écrit une chanson intitulée Will James pour la chanteuse Luce Dufault, qui est la petite-nièce d'Ernest Dufault. Le journaliste canadien, Pierre Dufault est le neveu de Will James.